# Florida State Road 11
Die Florida State Road 11 (kurz FL 11) ist eine in Nord-Süd-Richtung verlaufende State Route im US-Bundesstaat Florida.
Sie beginnt am U.S. Highway 17 im Norden von DeLand und endet nach 47 Kilometern in Bunnell am U.S. Highway 1. Einige Kilometer hinter DeLand trifft die Straße auf die State Road 40.